# 弗蘭基夫卡 (喬爾諾拜區)
49°43′27″N 32°26′42″E / 49.72417°N 32.44500°E
弗蘭基夫卡（烏克蘭語：Франківка）是位於烏克蘭中部的村莊，由切爾卡瑟州佐洛托諾沙區的喬爾諾拜市鎮負責管轄。該村處於科夫賴河畔，海拔高度116米，2001年該村落人口579。